# Le Dézert
Le Dézert és un municipi francès situat al departament de la Manche i a la regió de Normandia. L'any 2007 tenia 555 habitants.

## Demografia

### Població
El 2007 la població de fet de Le Dézert era de 555 persones. Hi havia 199 famílies de les quals 49 eren unipersonals (20 homes vivint sols i 29 dones vivint soles), 65 parelles sense fills, 69 parelles amb fills i 16 famílies monoparentals amb fills.
La població ha evolucionat segons el següent gràfic:
Habitants censats

### Habitatges
El 2007 hi havia 227 habitatges, 200 eren l'habitatge principal de la família, 14 eren segones residències i 13 estaven desocupats. 221 eren cases i 5 eren apartaments. Dels 200 habitatges principals, 174 estaven ocupats pels seus propietaris, 21 estaven llogats i ocupats pels llogaters i 4 estaven cedits a títol gratuït; 2 tenien una cambra, 12 en tenien dues, 21 en tenien tres, 54 en tenien quatre i 110 en tenien cinc o més. 188 habitatges disposaven pel capbaix d'una plaça de pàrquing. A 103 habitatges hi havia un automòbil i a 89 n'hi havia dos o més.

### Piràmide de població
La piràmide de població per edats i sexe el 2009 era:
| Homes | Edats   | Dones |
| ----- | ------- | ----- |
| 0     | 95 o +  | 0     |
| 4     | 90 a 94 | 8     |
| 8     | 85 a 89 | 16    |
| 8     | 80 a 84 | 4     |
| 16    | 75 a 79 | 12    |
| 12    | 70 a 74 | 16    |
| 20    | 65 a 69 | 24    |
| 20    | 60 a 64 | 20    |
| 20    | 55 a 59 | 12    |
| 12    | 50 a 54 | 16    |
| 20    | 45 a 49 | 28    |
| 16    | 40 a 44 | 16    |
| 8     | 35 a 39 | 12    |
| 16    | 30 a 34 | 12    |
| 4     | 25 a 29 | 16    |
| 16    | 20 a 24 | 12    |
| 12    | 15 a 19 | 24    |
| 24    | 10 a 14 | 4     |
| 12    | 5 a 9   | 20    |
| 4     | 0 a 4   | 16    |

## Economia
El 2007 la població en edat de treballar era de 308 persones, 215 eren actives i 93 eren inactives. De les 215 persones actives 201 estaven ocupades (111 homes i 90 dones) i 14 estaven aturades (8 homes i 6 dones). De les 93 persones inactives 40 estaven jubilades, 34 estaven estudiant i 19 estaven classificades com a «altres inactius».

### Ingressos
El 2009 a Le Dézert hi havia 202 unitats fiscals que integraven 506 persones, la mediana anual d'ingressos fiscals per persona era de 16.437 €.

### Activitats econòmiques
Dels 10 establiments que hi havia el 2007, 1 era d'una empresa alimentària, 2 d'empreses de construcció, 3 d'empreses de comerç i reparació d'automòbils, 1 d'una empresa d'hostatgeria i restauració, 1 d'una entitat de l'administració pública i 2 d'empreses classificades com a «altres activitats de serveis».
Dels 2 establiments de servei als particulars que hi havia el 2009, 1 era una fusteria i 1 lampisteria.
L'únic establiment comercial que hi havia el 2009 era una fleca.
L'any 2000 a Le Dézert hi havia 34 explotacions agrícoles que ocupaven un total de 1.003 hectàrees.

## Equipaments sanitaris i escolars
El 2009 hi havia una escola elemental integrada dins d'un grup escolar amb les comunes properes formant una escola dispersa.

## Poblacions més properes
El següent diagrama mostra les poblacions més properes.